# Željko Franulović
Željko Franulović (Split, 13. lipnja 1947.) je bivši hrvatski tenisač. Trenutno obnaša funkciju direktora na turniru Monte Carlo Masters.

## Životopis
Franulović je rođen u Splitu. Tenisom se profesionalno bavio 12 godina, između 1969. i 1980. godine. U karijeri je osvojio ukupno 9 naslova u pojedinačnoj konkurenciji i 7 naslova u konkurenciji parova.
Na Grand Slam turnirima dosegao je finale na Roland Garrosu 1970. gdje je izgubio od Jana Kodeša u tri seta.
Nakon završetka profesionalne karijere, Franulović je bio uključen u organizacijske strukture u ATP-u. Obavljao je funkciju izbornika Hrvatske Davis Kup reprezentacije u periodu od 1994. do 1997.
Bio je predstavnik turnira za Europu u Udruzi teniskih profesionalaca, između 2007. i 2009. godine.

## Grand Slam

### Pojedinačno (0:1)
| Ishod | Godina | Turnir        | Finalist  | Rezultat      |
| poraz | 1970.  | Roland Garros | Jan Kodeš | 2:6, 4:6, 0:6 |

## ATP finali

### Pojedinačno (9:5)
| Ishod   | Godina | Turnir        | Podloga         |
| poraz   | 1969.  | Buenos Aires  | zemlja          |
| pobjeda | 1969.  | Indianapolis  | zemlja          |
| pobjeda | 1970.  | Buenos Aires  | zemlja          |
| pobjeda | 1970.  | Monte Carlo   | zemlja          |
| poraz   | 1970.  | Roland Garros | zemlja          |
| pobjeda | 1970.  | Kitzbuehel    | zemlja          |
| poraz   | 1971.  | Tanglewood    | tvrda           |
| poraz   | 1971.  | Bournemouth   | zemlja          |
| pobjeda | 1971.  | Buenos Aires  | zemlja          |
| pobjeda | 1971.  | Indianapolis  | zemlja          |
| pobjeda | 1971.  | Macon         | tvrda           |
| pobjeda | 1971.  | New York      | tvrda (dvorana) |
| poraz   | 1975.  | Hilversum     | zemlja          |
| pobjeda | 1977.  | München       | zemlja          |

### Parovi (7:7)
| Ishod   | Godina | Turnir        | Podloga         |
| poraz   | 1970.  | Buenos Aires  | zemlja          |
| poraz   | 1970.  | Kitzbuehel    | zemlja          |
| poraz   | 1970.  | Bastad        | zemlja          |
| pobjeda | 1971.  | Buenos Aires  | zemlja          |
| pobjeda | 1971.  | Barcelona WCT | zemlja          |
| pobjeda | 1971.  | Indianapolis  | zemlja          |
| poraz   | 1971.  | Macon         | tvrda           |
| pobjeda | 1974.  | Hampton       | tapet (dvorana) |
| poraz   | 1975.  | Hilversum     | zemlja          |
| pobjeda | 1978.  | Barcelona     | zemlja          |
| poraz   | 1978.  | Tokyo Outdoor | zemlja          |
| poraz   | 1978.  | Berlin        | zemlja          |
| pobjeda | 1979.  | Kitzbuhel     | zemlja          |
| pobjeda | 1980.  | Geneva        | zemlja          |

## Vanjska poveznica
Profil na ATP-u